# Exilisia perlucida
Exilisia perlucida là một loài bướm đêm thuộc phân họ Arctiinae, họ Erebidae.